# Дюна (фільм, 1984)
«Дюна» (англ. Dune) — американський фантастичний фільм Девіда Лінча 1984 року, за однойменним романом Френка Герберта 1965 року.
У далекому майбутньому, в галактичній імперії, аристократичні Доми борються за володіння пустельною планетою Арракіс, єдиним джерелом коштовних «прянощів». Шляхетний Дім Атрейдісів, за змовою між жорстокими Гарконненами та імператором, отримує Арракіс у володіння. Молодий Пол Атрейдіс готується до життя на новій планеті, де йому належить протистояти змовникам і змінити долю як планети, так і всієї галактики.
Фільм «Дюна», та в цілому роман, можна розглядати як інтерпретацію в стилі фантастики фільму-історії «Лоуренс Аравійський», тому якщо розширювати жанр до певної категорії фантастики, то скоріше це буде комерційна фантастика, але це в жодному разі не применшує художнього значення як твору, так і перших версій його екранізацій. Цікавий збіг і в тому, що імена режисерів обох стрічок співзвучні: так режисером «Дюни» (1984) був Девід Лінч, а фільму «Лоуренс Аравійський» (1962) був Девід Лін. Загалом до фільму «Дюна» залучено багато знакових постатей свого часу і бюджет був відповідним, чи не найбільшим для 80-х років — 40 млн доларів США. Попри це фільм став касовим провалом і професійною невдачею Девіда Лінча, передусім через заплутаний сюжет версії, показаної в кінотеатрах. Пізніше, в 1989 році, вийшла розширена версія, що виправила неясні моменти, але ця версія не була узгоджена з Девідом Лінчем і тому в титрах режисером було зазначено Алана Сміті (означає, що це не режисерська версія). На даний час існує щонайменше чотири версії фільму, але лише одна режисерська — версія від 1984 року.

## Сюжет
Події розгортаються в далекому майбутньому через понад 10000 років. Всім відомим всесвітом править імператор Шаддам IV Корріно, владу якого забезпечує речовина «меланж» («прянощі» або «спеція» в дубляжі українською від «2+2»), яка дозволяє Гільдії навігаторів передбачати майбутнє і переносити космічні кораблі крізь заплутаний згорнутий простір. «Прянощі» видобуваються лише на одній планеті, що вкрита суворими пустелями — Арракіс, також відомій як Дюна.
Шаддам IV передає право на видобуток «прянощів» від жорстокого Дому Гарконненів більш миролюбним Атрейдісам. Проте за цим стоїть його план спровокувати обидва Доми на боротьбу і ослабити Атрейдісів, що загрожують стати небезпечними для правлячого Дому Корріно через розробку звукової зброї. До імператора прибуває посланець від Гільдії навігаторів, котрий попереджає про «проблему» — Пола Атрейдіса, який завадить виконанню цього плану, тому його слід убити. Тим часом Герцог Лето Атрейдіс і Пол, його син, готуються до мандрівки на Арракіс, хоч і підозрюють про пастку. Пол активно готується до життя на новій планеті, вдосконалюючи свої знання і бойові навички, які його вчитель Гурні Галлек відзначає як виняткові. Окрім іншого, він опановує володіння новітньою зброєю «Магічним модулем», що перетворює відповідні слова на руйнівні постріли.
В цей же час жіночий орден Бене Гессерит, який займається впродовж поколінь створенням надлюдини — Квізац Гедераха, занепокоєний тим, що Пол є в якійсь мірі незаконно народженим, оскільки його матері Джессіці, одній з Бене Гессерит, було дозволено народжувати тільки дівчаток. Преподобна мати ордену недолюблює Пола, вона також розчарована в Джессіці, але підозрює, що їй власне й вдалося народити надлюдину. Вона влаштовує Полу смертельне для більшості випробування, яке той витримує, і отримує надію, що він дійсно Квізац Гедерах. Вона, втім, дорікає, що Пол не володіє голосом Бене Гессерит, що дозволяє навіювати людям потрібні думки.
По прибуттю на Арракіс, герцог із сином знайомляться з умовами планети. Вони виявляють велетенського піщаного черв'яка — місцеву істоту, що прямує до збирачів «прянощів», чий транспорт збили Гарконнени. Згодом Пола хтось намагається вбити літаючою голкою і йому повідомляють про зрадника. Цим зрадником виявляється доктор Юе, котрий, проте, веде подвійну гру, щоб помститися лідерові Гарконненів Владіміру Гарконнену, що викрав його дружину. Юе залишає столицю Атрейдісів без захисту, отруюючи герцога Лето і разом з тим даючи йому час щоб вбити Владіміра, обіцяючи натомість врятувати його дружину і сина. Атака Гарконненів вдається, елітні війська сардаукари, таємно надані імператором, вриваються до столиці. Привезені «магічні модулі» знищені, а Лето перед смертю вбиває не Владіміра, а його слугу, котрий просто опинився заблизько. Джессіку з Полом схоплюють і везуть у пустелю, щоб там їх зжер піщаний черв'як, знищивши тіла і всі докази причетності до цього імператора.
Дорогою вони вбивають пілотів літака, яким їх перевозять, та зазнають аварії. На борту виявляються костюми для життя в пустелі, у яких обоє тікають від переслідування черв'яка і дістаються до скель, де живе народ фрименів («вільних» в дубляжі українською від «2+2»). Ті приймають їх, і Пол після випробування бере собі нове ім'я — Муад'Діб. Лідера фрименів вбивають Гарконнени. Преподобна мати фрименів помирає, тому Джессіка повинна зайняти її місце. Випивши для цього «воду життя», отриману з молодого черва, вона помирає, але перед цим народжує дівчинку Алію, яка переймає знання Преподобної матері.
Владімір, думаючи, що з Атрейдісами покінчено, призначає правителем планети свого жорстокого небожа Раббана. За його задумом, Раббана потім змістить поміркованіший Фейд Раута, поставши для народу Арракіса месією. Тим самим Гарконнени здобудуть підтримку в населення та зможуть повстати проти імператора.
Пол закохується в одну з фрименів, Чані, та відкриває секрет «Магічного модуля», якими скоро озброюється весь народ. Пол поступово здобуває повагу, багато хто вважає його месією з пророцтва, котрий принесе «істинну свободу» і змінить Арракіс, перетворивши цей світ на гостинну планету. Але, щоб остаточно влитися в суспільство фрименів, він повинен осідлати піщаного черв'яка, що він і виконує.
Ставши за свої якості і заслуги лідером фрименів, Пол піднімає повстання проти Гарконненів. Раббан приховує це, боячись розгнівати Владіміра. Пол зустрічає Гурні та приймає його до фрименів. Разом вони здійснюють напади на збірники «прянощів», перервавши їх видобуток. За два роки Гільдія навігаторів повідомляє про це імператору, бо їм бракує «прянощів». Шаддам IV посилає на Арракіс всі свої легіони сардаукарів. Пол відчуває це на відстані та розуміє, що повинен випити «воду життя», насичену «прянощами» аби посилити свої здібності передбачення. Він розуміє, що вода смертельна для піщаних червів, тому вбивши їх, можна назавжди знищити «прянощі», зробивши космічні польоти неможливими.
Імператор прилітає на Арракіс для переговорів. Він страчує Раббана та вимагає від Владіміра пояснень як купка місцевих жителів змогла поставити під загрозу цілу імперію. Коли Алія приходить до імператора як посланець Муад'Діба, Преподобна мати впізнає в ній сестру Пола, з чого Шаддам IV розуміє, що Пол живий і саме він є Муад'Дібом. Користуючись прикриттям піщаної бурі, фримени верхи на червах нападають на війська Гарконненів. Алія вбиває Владіміра, якого слідом ковтає черв. Фримени вриваються на корабель імператора і Пол постає перед Шаддамом IV. Фейд Раута кидає Полові виклик на двобій, користуючись отруєним кинджалом, але програє і гине. Преподобна мати намагається вплинути на Пола голосом, але його сила виявляється більшою, одними словами він розколює камінну підлогу.
Володіючи Арракісом, Пол фактично стає новим імператором і встановлює новий, справедливий лад. Під його керівництвом на пустельній планеті починають іти дощі — пророцтво фрименів збувається.

## У ролях
| Актор            | Роль                            |
| ---------------- | ------------------------------- |
| Кайл Маклаклен   | Пол Атрейдіс                    |
| Юрген Прохнов    | герцог Літо Атрейдіс            |
| Франческа Анніс  | Леді Джессіка                   |
| Патрік Стюарт    | Ґурні Галлек                    |
| Річард Джордан   | Дункан Айдаго                   |
| Фредді Джонс     | Суфір Хават                     |
| Дін Стоквелл     | Веллінгтон Юе, лікар Атрейдісів |
| Кеннет МакМіллан | барон Владімір Гарконнен        |
| Стінг            | Фейд Раута                      |
| Леонардо Чіміно  | лікар барона                    |
| Бред Дуріф       | Пітер де Вріс                   |
| Хосе Феррер      | падишах імператор Шаддам IV     |
| Лінда Хант       | Шадоут Мейпс                    |

| Актор            | Роль                       |
| ---------------- | -------------------------- |
| Вірджинія Медсен | Принцеса Ірулан            |
| Сільвана Мангано | Преподобна мати Рамалло    |
| Еверетт Макгілл  | Стілгар                    |
| Джек Ненс        | Нефуд                      |
| Шан Філліпс      | Преподобна Гай Хелен Мохій |
| Пол Л. Сміт      | Звір Рабан                 |
| Макс фон Сюдов   | доктор Кайнес              |
| Алісія Вітт      | Алія Атрід                 |
| Шон Янг          | Чані                       |
| Денні Коркілл    | Орлоп                      |
| Онорато Магалоні | Отейм                      |
| Джадд Омен       | Джаміс                     |
| Моллі Рін        | Хара                       |

- Згідно з українським перекладом книг серії «Дюна», головних персонажів родом з Каладана слід називати Атрідами, а не Атрейдісами.

## Зйомки
Першими екранізувати роман «Дюна» пробували Алехандро Ходоровський і Девід Лінч. Ходоровський задумував фільм величезної тривалості — до 8-ми годин екранного часу, а потім і 20-и. Він вирішив відмовитися від основних сюжетних ліній «Дюни», побудувавши сюжет по-своєму. Для участі у проєкті Ходоровський намагався залучити багато відомих осіб, від Сальвадора Далі до гурту «Пінк Флойд». При цьому Далі, будучи ексцентричною особою, поставив умови — платити йому 100 тисяч доларів за годину, отож Ходоровський надалі вирішив замінити Далі манекеном. Художниками були запрошені Жан Жиро (Мебіус) і Ганс Ґіґер. Френк Герберт, який товаришував з Ходоровським, ставився скептично до задуму.
Після п'яти років праці сценарій і замальовки сцен були готові у вигляді книги. Кілька примірників були розіслані голлівудським продюсерам і главам кіностудій, але проєкт залишився без уваги. Проте напрацювання Жиро і Ходоровського не були марними і лягли в основу низки графічних новел «Інкал».
Повернення до ідеї екранізувати «Дюну» відбулося в 1976 році, коли продюсер Діно де Лаурентіс вирішив створити відповідь на «Зоряні війни» і запросив Девіда Лінча на роль режисера, який погодився, відмовившись від роботи над продовженням «Зоряних війн». Тут справа таки дійшла до зйомок, які почалися 30 березня 1983 року і проходили в мексиканській пустелі біля міста Хуарес. Працювати доводилося всього 5 годин на добу через спеку. Моделі гарвестерів (машин-збирачів «прянощів») створювалися в різних розмірах і з різних матеріалів та знімалися на високошвидкісну плівку, щоб підкреслити їх повільність. Запиленість атмосфери Арракісу відтворювалася за допомогою коробки з сумішшю справжньою пилу і піску, встановленою навпроти вентилятора. Піщані черви завдовжки від 2 до 7 метрів були виготовлені з гуми і керувалися схованими мотузками і напрямними каналами в піску. Ідея трипелюсткової будови рота червів (в романі рот взагалі не описаний) згодом стала вважатися канонічною. В «Дюні» використовувалися, в міру тодішніх можливостей, комп'ютерні спецефекти для зображення захисних полів. Сам Девід Лінч знявся без зазначення в титрах у ролі оператора гарвестера. Дизайнери вирішили відмовитися від екзотичних концепцій одягу, розроблених командою Ходоровського, зробивши костюми персонажів більш класичними, зі змішанням історичних і футуристичних стилів. Після зйомок і попереднього монтажу вийшло 9 годин хронометражу, отож його довелося урізати до півтори години.
Після прокату в США «Дюна» зібрала трохи більше 27 млн доларів, що на ті часи хорошими зборами, але покрити витрати вони не змогли. Девід Лінч впав у депресію, а в 1986 році на екрани вийшов фільм «Блакитний оксамит», що став класикою сюрреалістичних фільмів і повернув Лінчу славу. В 1989 році вийшла розширена версія «Дюни», що включала низку сцен, які доповнювали сюжет, і закадрові коментарі.

## Оцінки й відгуки
«Дюна» Девіда Лінча отримала розгромні рецензії від критиків-сучасників, але згодом сприйняття фільму дещо покращилося. На агрегаторі Metacritic фільм має середню оцінку 41/100, а на Rotten Tomatoes — 47 % позитивних рецензій із середньою оцінкою 5,9/10.
Кінокритик Роджер Еберт писав для газети «Chicago Sun-Times», що «Цей фільм — справжній безлад: незрозумілий, потворний, неструктурований, безглуздий екскурс у наймутніші сфери одного з найзаплутаніших сценаріїв усіх часів». Він відзначав, що декорації та спецефекти лише на перший погляд вражають, а при детальнішому розгляді видно обмаль деталей. Костюми Еберт охарактеризував як сміховинні, а діалоги — слабко чи й зовсім не пов'язані з подіями. «„Дюна“ виглядає проєктом, якому з самого початку бракувало контролю. Сцени були збудовані; актори найняті; але не було написано підхожого сценарію; і всі вдавали [що він є] так довго, як тільки могли».
Редакція часопису «Variety» відгукнулася, що «Дюна» візуально унікальна. Фільм описувався як «холодний науково-фантастичний епос», якому не вистачає півторагодинного хронометражу аби вмістити всі події та терміни з книги.
На думку Жанет Маслін з газети «The New York Times», сюжет фільму перевантажений подіями, а образність — декораціями, «Дюна» навалює на глядачів терміни й відомості, які аудиторія не встигає сприйняти. Акторський склад називався завеликим і при цьому невиразним, за винятком Стінга. Актори «…роблять те, чого від них очікують, але ніхто не віддається на повну». Зазначалося: деякі спецефекти, такі як сяйливі очі фрименів, не пояснені, а костюми, що зберігають вологу, замість привертати увагу до персонажів роблять їх нерозбірливими.
Редакція журналу «Time» стверджувала, що Лінчу вдалося створити дійсно особливий фільм і саме це вище понад усі його огріхи. Хоча «Дюна» важка для сприйняття, «…хто сказав, що фантастичний фільм повинен бути простим?» А Кайл Маклахлен, як писалося у рецензії, вражає у своїй ролі і якщо на початку він м'який та недолугий, то потім реалізує мужність, приймаючи своє покликання.
Деякі дослідники сексуальності в культурі відгукувалися про «Дюну» як про гомофобний твір. Робін Вуд писав: сцена, де барон Владімір випускає підлітку кров і сексуально домагається до нього, показує гомосексуалів носіями насильства і хвороб. Письменник Денніс Альтман вважав, що «Дюна» натякає на поширення теми СНІДу в культурі і риторично запитував: чи не саме тому гомосексуал Владімір має чиряки на обличчі?
Історик наукової фантастики Джон Клют вважав, що фільм «не шкодував нічого для досягнення вражаючих візуальних ефектів» і як адаптація книги «на жаль — можливо, неминуче — скоротив цілісний текст Герберта до мелодрами».
Алехандро Ходоровський не бажав дивитися фільм Лінча і був розчарований його призначенням на пост режисера. Та коли сини повели Ходоровського на кіносеанс, він відгукнувся, що радіє з того, що «Дюна» Лінча стала «провалом». Водночас, на його думку, це був провал продюсерів, а не самого Лінча.
Деніел Снайдер у ретроогляді для журналу «The Atantic» у 2014 році описував, що «Дюна» — це «Зоряні війни» навпаки. Фільм Лінча замість створювати затишну, знайому в основі фантастику, показує чужинський світ. «„Дюна“ хотіла кинути виклик, і хоча її незграбні спроби присвячення релігії та екології, можливо, були її невдачею, ці спроби також викликали деякі з найрезонансніших моментів фільму». Френк Герберт у 1986 році, незадовго до свої смерті, відгукувався, що дуже задоволений екранізацією.
Ретроогляд від сайту «ScreenRant» 2020 року похвалив музику, атмосферний візуальний стиль, оригінальний світ, образ головних лиходіїв Гарконненів і амбіційність у спробі створити антитезу «Зоряним війнам». Розкритиковано ж було акторську гру, затягнутість багатьох сцен, перевантажений сценарій і нав'язування колоніалізму. «Під розмовами про прянощі та інтригами Космічної Гільдії міститься колоніальна фантазія, де буквально білий спаситель показує колонізованим меншинам як правильно боротися за свободу… Якщо початковий матеріал показує, що спаситель народу є більшим лихом, ніж того варто, і як це лише породжує нескінченний цикл насильства та корупції, у фільмі це подають за чисту монету».